# Мосеев, Михей Андреевич
Михей Андреевич Мосеев (6 августа 1848 — ?) — купец 2-й гильдии, депутат Государственной думы Российской империи IV-го созыва от Нижегородской губернии.

## Биография
Сын Андрея Порфирьевича  (1814—25 января 1873),  горбатовского купца 2-й гильдии и его жены Прасковьи Михеевны Мосеевых (1822—30 апреля 1870). Выпускник уездного училища. В 1875 избран гласным Горбатовской городской думы. С 1885 стал Горбатовским городским головой (по другим сведениям с 1880 по 1910 год избирался на эту должность 8 раз). С 1881 церковный староста собора в Горбатове. Почётный мировой судья. Состоит членом Горбатовского училищного совета около 15 лет. Член епархиального училищного совета с 1902 года. С 1904 года почетный смотритель 4-классного училища. С 1907 попечитель Горбатовской земской больницы. Владел домом с землёй в Горбатове стоимостью 1 500 рублей.
Был выборщиком на выборах в  Государственную думу Российской империи II созыва, набрал 44 голоса из 98 при необходимых 50 и не был избран.
18 октября 1912 избран в Государственную думу Российской империи IV созыва от 1-го съезда городских выборщиков (69 шар «за», 27 «против»). Вошёл в состав фракции Правых. Член думских комиссий по городским делам; по рыболовстству; о торговли и промышленности; для рассмотрения законопроекта об обязательном праве.
В 1913 году стал членом "Русского собрания".
Дальнейшая судьба и дата смерти неизвестны

## Семья
- Жена[2] — ? (?—?)
  - Сын[2] — ? (?—?)
  - Сын[2] — ? (?—?)

## Отзывы современников
Из дневника А. Я. Садовского (1850—1926), основателя государственной архивной службы Нижегородского края (НГУАК), отца  поэта-символиста Б. А. Садовского:
От городов выбран горбатовский Мосѣев, кажется тоже черносотенец заядлый

### Архивы
- Российский государственный исторический архив. Фонд 1278. Опись 9. Дело 713. Л. 1а; Дело 813.